# 日本レストランエンタプライズ
株式会社日本レストランエンタプライズ（にっぽんレストランエンタプライズ、英称：Nippon Restaurant Enterprise Co., Ltd.、略称：NRE）は、2020年3月31日まで存在した東京都台東区台東に本社を置く東日本旅客鉄道（JR東日本）の飲食事業子会社である。
かつては、JR東日本の新幹線（西日本旅客鉄道、北海道旅客鉄道の各会社線一部区間通し）、特急列車の車内販売などに加えて一部の普通列車グリーン車で車内改札業務を委託された。新幹線・特急列車内での車内販売のアナウンスの際にはNippon Restaurant Enterprise Co., Ltd.の略称NREを名乗った。NREの名称を用いる関連会社も多かった。
2020年4月1日付で、ジェイアール東日本フードビジネスと合併し、商号を株式会社JR東日本フーズに変更した。2021年4月1日付でJR東日本リテールネットと合併し、株式会社JR東日本クロスステーションとなり、日本食堂時代からの法人格が消滅した。これ以降も関連会社の「株式会社エヌアールイーサービス」や「日本レストランエンタプライズ健康保険組合」にNREの名が残る。

## 歴史

### 官営鉄道
前身は日本食堂株式会社で、国鉄の食堂車を営業した業者らが共同出資し、事業統合して発足した企業である。北海道の主要駅から鹿児島の構内食堂まで全国主要駅で食堂などを展開し、昭和40年代は外食産業ランキング日本一であった（1978年度の売上高は433億円）。特急列車等の車内販売も手がけた。
| 株主                     | 持株(%) |
| ------------------------ | ------- |
| 日本鉄道共済組合         | 33.7    |
| 財団法人鉄道弘済会       | 16.7    |
| 岡本省三（上野精養軒）   | 10.7    |
| 岡本貴美子（上野精養軒） | 10.7    |
| 財団法人日本交通公社     | 8.3     |
| 大泉雅弘（伯養軒）       | 4.6     |
| 大泉信太朗（伯養軒）     | 3.6     |
| 株式会社伯養軒           | 1.9     |
| その他個人株主           | 9.8     |

### 国鉄民営化後
国鉄分割民営化に伴い全国一元で運営を続ける意義が薄れて、各旅客鉄道会社の営業エリアに沿い分社化・資本分離され、本体の日本食堂はJR東日本の営業エリアを受け持つ。
合併前は首都圏の多くの駅で構内営業権を持つ会社と合弁する形で各駅の駅構内での駅弁の販売や駅そば店（あじさい茶屋・らーめん粋家など）の営業などを手がけた。首都圏は構内営業権を持つ会社の多くがこの形で合弁会社に営業権を譲渡した。現在も営業権を有する業者は品川駅の常盤軒や横浜駅他の崎陽軒など少数である。JR東日本の本社、支社、関連施設などの社員食堂も担当し、NewDaysで販売する日配品も製造した。
| 株主                               | 持株(%) |
| ---------------------------------- | ------- |
| 東日本旅客鉄道株式会社             | 70.3    |
| 財団法人鉄道弘済会                 | 17.4    |
| 財団法人日本交通公社               | 8.7     |
| 東日本キヨスク株式会社             | 1.6     |
| 株式会社鉄道会館                   | 1.2     |
| 株式会社ジェイアール東日本都市開発 | 0.8     |

2000年代以降は弁当の取り置きや指定席へのお届けサービス、宴会用の料理と弁当の宅配等も行っていた。学校や公共施設への委託給食サービスも行なった。鉄道博物館の食堂運営も行っており、かつての商号である「日本食堂」の名称を使用している。
2021年にはエキナカ事業を行う子会社と合併し、株式会社JR東日本フーズとなる。さらに2021年にJR東日本はエキナカ四社（旧： 東日本キヨスク等）を合併し、株式会社JR東日本クロスステーションが誕生したことで、法人格は消滅した。

## 沿革

### 昭和期
- 1938年（昭和13年）
  - 9月 - 列車食堂を営業していた伯養軒（仙台）と駅構内で食堂などを経営していた精養軒（上野）・東松亭（大阪、後の水了軒）・みかど（神戸）・東洋軒・共進亭が共同で日本食堂株式会社を設立[1]。
  - 10月 - 営業開始[1]。
- 1944年（昭和19年） - 戦争激化により食堂車全廃。
- 1945年（昭和20年） - GHQより連合軍専用列車の食堂車営業を命じられる。
- 1949年（昭和24年） - 特急「へいわ」で一般列車の列車食堂を再開。
- 1975年（昭和50年） - 「日食商事株式会社」設立。
- 1981年（昭和56年）
  - 4月 - 「サンディーヌ」、新橋駅構内で1号店が営業開始[1]。
  - 5月 - 「サンディーヌ」、大阪で営業開始[1]。
  - 8月 - 「サンディーヌ」、東京で営業開始[1]。
- 1987年（昭和62年）
  - 3月 - 本社所在地を東京都中央区八丁堀に移転[1]。
  - 6月 - 「株式会社にっしょく北海道」（1998年9月会社解散[6]）「株式会社にっしょく九州」（のち株式会社ジェイアール九州トラベルフーズ[7]、2005年3月31日会社解散[8]、同年7月11日に清算結了[9]）を分社[1]。
- 1988年（昭和63年）
  - 3月 - 同月より運行を開始した寝台特急「北斗星」で食堂の営業を開始[1]。
  - 6月 - 「株式会社ジェイダイナー東海」（後のジェイアール東海パッセンジャーズ、現在は株式会社JR東海リテイリング・プラス）と「株式会社にっしょく西日本」（のちの株式会社ジェイアールウエストレストラン、現在は株式会社ジェイアール西日本フードサービスネット）を分社。「株式会社日食販売」「株式会社日食エステート」設立[1]。

### 1990年代
- 1990年（平成2年）
  - 3月31日 - JR東日本が資本参加。
  - 12月 - 「株式会社日本食堂調理センター」発足[1]（株式会社日食販売を商号変更）、尾久工場開業。大宮駅構内営業「ムサシ食品株式会社」から営業譲受。
- 1991年（平成3年）
  - 「東北線車内販売株式会社」（宇都宮）から営業譲受、宇都宮営業支店設置。新宿駅の構内営業業者である「田中屋」を子会社化、「株式会社日食田中屋」設立。「日食商事株式会社」を吸収合併。
  - 3月 - JR東日本東京工事事務所社員食堂（JR新宿食堂）の営業を開始[1]。
- 1992年（平成4年） - JR東日本の子会社化。
- 1993年（平成5年） - 「中央開発株式会社」を完全子会社化。「京葉観光産業」を子会社化。
- 1994年（平成6年）
  - JR東日本の車内販売一元化（東北車内販売・長野車内販売・新鉄構内営業・高鉄車内販売・中央車内販売・越川および交通サービス（95年 -）の各車内販売会社を統合）。高崎営業支店と新潟列車営業支店直江津営業所を設置。
  - 6月 - 「仙台調理センター」の操業を開始[1]。
- 1995年（平成7年） - 埼玉県戸田市に商品本部（現在のCK本部戸田工場）が完成[1]。
- 1996年  (平成8年) - 戸田工場に製麺部を新設。NREブランドの立ち食いそば「あじさい亭」(現在のあじさい茶屋)の営業を開始。
- 1997年（平成9年）
  - 「京葉観光産業」と「新鉄構内営業」を吸収合併。
  - 9月 - JR東日本本社ビル社員食堂の営業開始[1]。
- 1998年（平成10年） - 甲府駅構内営業「株式会社甲陽軒米倉」を子会社化、「株式会社日食甲陽軒」創立。
  - 10月1日 - 創立60周年の記念として、商号を株式会社日本レストランエンタプライズ、略称を「日食」から「NRE」に変更[1][10]。
  - 立ち食いそばをあじさい茶屋に統一。
- 1999年（平成11年）
  - 「株式会社エヌアールイー越川」設立（常磐線特急の車内販売業務、勝田営業所・いわき営業所）。
  - 聚楽の列車食堂部門を分社化し、合弁会社「聚楽ティ・エス・エス株式会社」を設立。
  - 立川駅構内営業の「中村亭」を子会社化、「株式会社エヌアールイー中村亭」発足。
  - 「大船軒」の販売部門を分社化し、合弁会社「大船軒トラベルフーズ株式会社」を設立。
  - 「東華軒」の販売部門を分社化し「株式会社東華軒ステーションサービス」設立。
  - 「万葉軒」の販売部門を分社化し「株式会社エヌアールイー万葉軒」設立。
  - 「伯養軒」の販売部門を分社化し、合弁会社「株式会社エヌアールイー伯養軒」を設立。
  - 7月 - 同月より運行を開始した寝台特急「カシオペア」で食堂の営業を開始[1]。
  - 11月 - 本社所在地を東京都港区高輪に移転[1]。

### 2000年代
- 2001年（平成13年） - 「O-bento」が発売開始。
- 2002年（平成14年）
  - 4月1日 - 「株式会社日食甲陽軒」「中央開発株式会社」「日食中央株式会社」を吸収合併、甲府営業支店設置。
  - 6月1日 - 「株式会社日本レストラン調理センター」が、ISO9001:2000【品質マネジメントシステム】認証を取得[1]。
  - 7月21日 - サンディーヌエクスプレス東京センター店で万引き犯を捕らえようとした同店舗店長の刺殺事件が発生。
  - 9月1日 - 商品本部が、ISO14001【環境マネジメントシステム】認証を取得[1]。
  - 12月1日 - 東北新幹線「はやて」・秋田新幹線「こまち」のグリーン車でグリーンアテンダントによるサービス開始[1]。
- 2003年（平成15年）
  - 6月 - 「株式会社日本ばし大増」の株式取得、「株式会社日本レストラン調理センター」と合併し「株式会社NRE大増」発足[1]。
- 2004年（平成16年）
  - 4月 - 東京都大田区で介護付有料老人ホーム「NRE大森弥生ハイツ」の営業を開始[1]。
  - 立ち食いそば部門の名称が「あじさい亭」から『あじさい茶屋』に、イメージカラーを紫からオレンジへと変更。
  - 10月 - 湘南新宿ライン・宇都宮線・高崎線でのグリーンアテンダント乗務開始[1]。
- 2005年（平成17年） - 「高崎弁当」の販売部門を分社化、共同出資で「株式会社NREたかべん」設立。「株式会社エヌアールイー伯養軒」の100%子会社化に伴い「株式会社エヌアールイーみちのく」に商号変更。
- 2006年（平成18年）
  - 東海道本線・総武快速線・横須賀線でのグリーンアテンダント乗務開始[1]。
  - 「エヌアールイーみちのく」、「東華軒ステーションサービス」を吸収合併。
  - 東京列車営業支店勝田・いわき各営業所開設。
  - 10月 - 「株式会社エヌアールイー越川」を吸収合併し、常磐線の車内販売を直営化[1]。
- 2007年（平成19年）
  - 常磐線中距離列車でのグリーンアテンダント乗務開始[1]。
  - 4月6日 - 「O-bento」製造の米国子会社NRE World Bento, Inc（略称NREWB、本社・米国カリフォルニア州）の株式4800株を米国時間で4月5日付けでWatari-Wong Companies, Inc（WWC、本社・米国カリフォルニア州）に譲渡し、「O-bento」事業から撤退すると発表。年内に販売が打ち切られた。
  - 10月14日 - さいたま市大宮区大成に開業した鉄道博物館の1階に「旅のレストラン日本食堂」がオープン。看板には日本食堂時代のロゴマーク（コック帽をかぶった0系新幹線）を使用し、店内のウェイトレスも食堂車の営業当時のデザインを採り入れている。
- 2008年（平成20年）4月 - 駅そば新業態「いろり庵きらく」の営業を開始[11]。
- 2009年（平成21年）
  - 3月14日 - 特急つがる・かもしかの車内販売を廃止。
  - 9月 - 商品本部がISO9001【品質マネジメントシステム】認証を取得[1]。
  - 11月25日 - 株式会社大船軒の弁当製造販売事業会社の株式を取得し、完全子会社化[1]。

### 2010年代
- 2010年（平成22年）
  - 3月31日 - 宇都宮営業支店（旧・宇都宮列車営業支店）が廃止。
  - 4月 - 秋葉原駅構内で駅型フードコート「Tokyo Food Bar」1号店の営業を開始[1]。
  - 5月 - 西荻窪駅構内で、初のデベロッパー業態となる「Dila西荻窪」の営業を開始[1]。
  - 9月30日 - 高崎営業支店が廃止。
  - 10月 - 成田国際空港第1ターミナルビル内で「Tokyo Food Bar」2号店の営業を開始[1][12]。
  - 12月4日 - 盛岡営業支店青森営業所、八戸分室を廃止。盛岡営業支店新青森営業所を設置。
- 2011年（平成23年）
  - 1月 - 「聚楽ティ・エス・エス株式会社」を100%子会社化[1]。
  - 3月5日 - 東北新幹線「はやぶさ」運転開始に伴い、グランクラスアテンダントサービスを開始[1]。
  - 3月26日 - 駅そば新業態「そばいち」の営業を開始[13]。
  - 4月 - 「大船軒トラベルフーズ株式会社」および「聚楽ティ・エス・エス株式会社」を吸収合併[1]。
  - 7月1日 - 別会社として駅コンビニや駅そば、駅弁などを扱っていた日本レストランエンタプライズを、JR東日本が買収して100%株主となり完全子会社とする[注釈 2]。
  - 10月1日 - 「株式会社デリシャスリンク」を合併[1]。
  - 10月1日 - 日食田中屋を100%子会社化[1]。
  - 10月1日 - みかど株式会社東京地区店舗の営業権譲受。
- 2012年（平成24年）
  - 4月 - 日食田中屋を吸収合併[1]。
  - 8月 - 東京都港区内にグランクラスアテンダント用研修施設「NRE Seaside Education Center」を開設[1]。
  - 11月 - 西武鉄道の所沢駅構内で、「野菜を食べるカレーCamp express エミオ所沢店」の営業を開始。私鉄駅での営業はこれが初となる[1]。
- 2013年（平成25年）
  - 4月 - JR東日本の子会社再編に伴い、東北地方・新潟県の一部店舗を支社別グループ会社（東北総合サービス、ジャスター、ジェイアールアトリス、トッキー）に移管[14][1]。
  - 9月 - 平成25年度障害者雇用職場改善好事例優秀賞（理事長賞）を受賞[1]。
- 2014年（平成26年）
  - 1月1日 - 特急あやめの車内販売を廃止。
  - 3月15日 - 特急しおさい・わかしお・さざなみの車内販売を廃止。
  - 4月 - 「株式会社エヌアールイー中村亭」・「株式会社エヌアールイー万葉軒」を吸収合併[1]。
  - 4月 - グリーンアテンダントの雇用形態を契約社員から正社員に変更（会社側は「アテンダント社員化」と称する）[1]。
  - 4月 - 執行役員制度を導入[1]。
  - 4月 - 新潟県十日町市で卵・乳・小麦を使用しない菓子製造専用ラインを持った「十日町すこやかファクトリー」の稼動を開始[1]。
  - 10月1日 - 金沢列車営業支店を新設、特急はくたかの車内販売について、北陸トラベルサービス乗車分を継承[15]。
- 2015年（平成27年）
  - 3月14日 - 北陸新幹線長野駅 - 金沢駅間開業により、「かがやき」・「はくたか」での車内販売、グランクラスアテンダントサービス開始。また在来線の特急はくたか・北越の廃止に伴い車内販売も廃止[16][17]。
  - 3月14日 - 東北新幹線「なすの」、上越新幹線「たにがわ」、山形新幹線「つばさ（山形駅 - 新庄駅間）」、特急「フレッシュひたち（「ときわ」に改称）」・「成田エクスプレス」の車内販売を廃止[18]。
  - 3月14日 - 「はやぶさ」「はやて」「こまち」のグリーンアテンダント・サービスを廃止[18]。
  - 上記に伴い、新潟列車営業支店直江津営業所、水戸列車営業支店、長野列車営業支店を廃止。水戸列車営業支店いわき営業所はいわき列車営業支店に、長野列車営業支店松本営業所は松本列車営業支店に改称。
- 2016年（平成28年）
  - 3月1日 - 同日より同年5月26日まで、フランスのパリ・リヨン駅にて駅弁の臨時売店の営業を行う[1][19]。
  - 5月 - 「CK本部浦和工場」の操業開始[1]。
  - 6月 - 「株式会社NREたかべん」を100%子会社化[1]。
  - 7月 - 「芝弥生会館（シーサイドホテル芝弥生）」を閉館[1]。
  - 8月 - 台湾の台北駅で初めて駅弁を販売[1]。
- 2017年（平成29年）
  - 5月 - 駅改札外では初となる店内製麺の二八蕎麦店舗「そばじ 錦糸町テルミナ2号店」を開店[1]。
  - 6月 - 神田駅で「神田鐵道倶楽部」の営業を開始[1]。
  - 8月 - 社内ベンチャー制度がスタート[1]。
  - 10月 - 常磐線の竜田駅 - 富岡駅間運転再開に合わせて、富岡駅で「さくらステーションKINONE」の営業を開始[1]。
- 2018年（平成30年）
  - 10月30日 - 同日より同年11月30日まで、フランスのパリ・リヨン駅で駅弁の臨時売店を営業する[19]。
- 2019年（平成31年/令和元年）
  - 3月16日 - 北海道新幹線、東北新幹線「やまびこ」、秋田新幹線「こまち（盛岡駅 - 秋田駅間）」、特急「踊り子」・東武鉄道直通特急、特急「草津」、特急「いなほ（酒田駅 - 秋田駅間）」の車内販売を廃止する。残る新幹線・在来線特急列車も取扱品目を大幅縮小する。
  - 4月 - 神奈川県川崎市で介護付有料老人ホーム「NRE新川崎弥生ハイツ」の営業を開始[1]。
  - 4月1日 - 車内販売、アテンダント業務の移管を目的に、完全子会社の「株式会社JR東日本サービスクリエーション」を設立[20][21]。
  - 7月1日 - 新幹線・在来線特急の車内販売でお弁当・軽食・デザート類・お土産・雑貨・ホットコーヒーの取扱を全て終了する[22]。
  - 7月1日 - 車内販売、アテンダント業務を株式会社JR東日本サービスクリエーションに移管。同時に、同社の全株式を東日本旅客鉄道株式会社に現物配当し、関連会社から除外[21]。
  - 8月 - 本社機能を一部統合し、本社所在地を東京都台東区台東に移転[1]。

### 2020年代
- 2020年（令和2年）4月1日 - Becker`s等を運営しているジェイアール東日本フードビジネスを合併し、商号を株式会社JR東日本フーズに変更[3][4]。
- 2021年（令和3年）4月1日 - JR東日本リテールネットを存続会社として、JR東日本フーズ、JR東日本ウォータービジネス、および鉄道会館を合併してJR東日本クロスステーションが発足し、日本食堂株式会社から続いていた法人格が消滅[23]。

## 事業所
2019年7月1日現在

### 弁当事業本部
- 弁当企画部
- 弁当営業部
- 東京弁当営業支店
  - 上野営業所
  - 新宿営業所
  - 大宮営業所

### 外食事業本部
- 外食企画部
- そば営業部
- 外食営業部
- TSC営業部

### CK本部

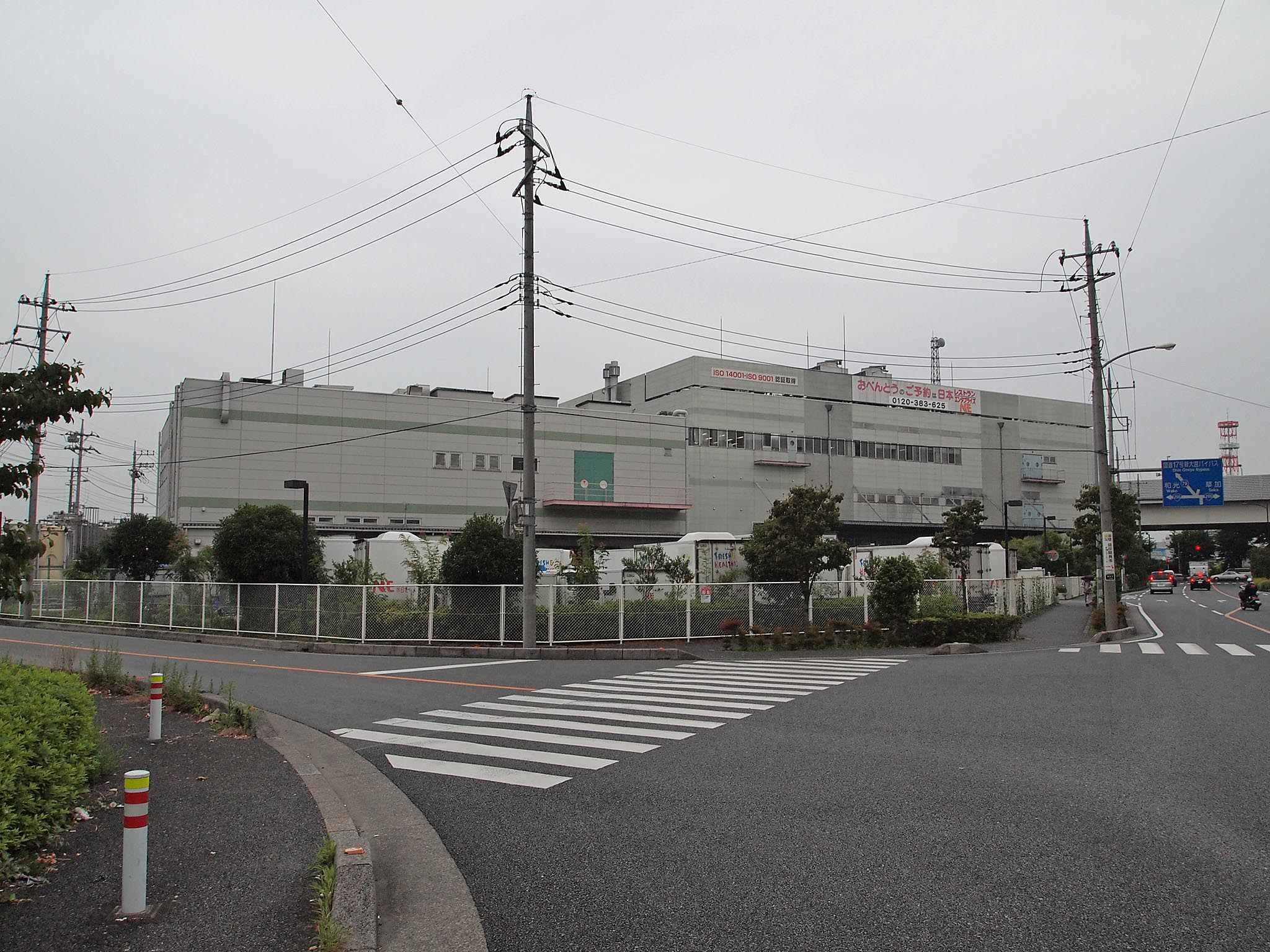
CK本部北戸田工場（2012年撮影）

- 生産管理部
  - 企画課
  - 施設管理課
- 安全管理部
- 営業部
  - 営業推進G
  - 購買管理G
  - 業務G
- 物流営業部
  - 物流営業支店
- 戸田工場
  - 製造部
  - 加工食品部
  - 製麺部
- 浦和工場
  - 製造部
  - ロジスティック部
- 十日町すこやかファクトリー
- 仙台調理センター

## 過去の事業

### O-bento（オーベントー）
NREのアメリカ合衆国子会社NRE World Bento, Inc（略称NREWB、本社・カリフォルニア州）が、農務省の認証を受け、米国オーガニック米、ナチュラル食材の調達と弁当の製造、販売、輸出をおこなう現地法人で、1999年11月設立された。同社で製造された「冷凍弁当O-bento」は、ジェイアール東日本商事を通じてNREが輸入し、2001年7月から大600円、小330円の2価格帯で、JR東日本駅構内売店その他で販売された。販売時は冷凍ではなく、予め解凍した商品を店頭に並べた。通販品に限り、保存性を考慮して冷凍のまま販売した。
NREは2005年7月から買い求めやすさなどを打ち出した「500円O-bento」にリニューアルした。その後も新作弁当開発などに取り組んだが、2003年のBSE問題を機に売れ筋商品の牛肉関連弁当の製造、輸入中止に追い込まれ、2005年の鳥インフルエンザ大流行など、NREWBを取り巻く経営環境は厳しかった。
米穀輸入は高関税だが、肉と魚の含有量が20％超で米飯と副食が分離できない「肉魚調製品」として、低関税で輸入して（小）1個330円で販売が可能になった。農民連ら一部の農業者団体から関税逃れとして告発されて、実際は含有率が20%未満で追徴課税される。低価格販売は次第に困難となり、売上数は2003年のピーク時に年間200万個が2006年は55万個で、在庫数を考慮して2007年10月を目処に販売を終了した。
NREは2007年2月22日の取締役会でNREWB株式のWatari-Wong Companies, Inc（WWC、本社・米国カリフォルニア州）への譲渡を代表取締役に一任した。3月16日、NRE、ジェイアール東日本商事、WWCの3者で株式譲渡契約が締結され、29日のNRE取締役会で承認された。ジェイアール東日本商事も4月5日付けでNREWBの株式400株をWWCに譲渡した。

### 列車サービス本部
2019年7月1日に、株式会社JR東日本サービスクリエーションへ移管した。移管直前はJR東日本の列車で実施される全ての車内販売を担当していた。
- 列車企画部
- 列車営業部
- アテンダント部

- 東京列車営業支店
  - 新宿営業所

- いわき列車営業支店
- 仙台列車営業支店
  - 山形営業所
- 盛岡列車営業支店
  - 新青森営業所
- 秋田列車営業支店
- 新潟列車営業支店
- 松本列車営業支店
- 金沢列車営業支店
- 東京グリーンアテンダントセンター
- 新宿グリーンアテンダントセンター
- 上野グリーンアテンダントセンター
- 大船グリーンアテンダントセンター
- 小金井グリーンアテンダントセンター
- 籠原グリーンアテンダントセンター
- 土浦グリーンアテンダントセンター
- 千葉グリーンアテンダントセンター

## 関連会社
- 株式会社日本ばし大増（旧NRE大増）
- 株式会社大船軒
- 株式会社エヌアールイーサービス
- 株式会社エヌアールイー東北サービス
- 株式会社NRE高崎サービス（かつてはNRE・高崎弁当の合弁会社、株式会社NREたかべん。現完全子会社）→2022年4月1日付でJR東日本クロスステーションに吸収合併され解散[26]

### 過去の関連会社
- 株式会社日食エステート→エヌアールイーサービスに吸収合併
- 株式会社エヌアールイー中村亭→吸収合併[1]
- 株式会社エヌアールイー万葉軒（NRE・万葉軒の合弁会社）→吸収合併[1]
- 株式会社JR東日本サービスクリエーション（2019年7月1日より、車内販売、アテンダント業務を移管）→ 業務移管・営業開始と同時にJR東日本の完全子会社に[21]

## テレビ番組
- 日経スペシャル ガイアの夜明け 一年の計は正月にあり～初詣と伝統食に客を呼べ（2009年1月6日、テレビ東京）[27] - 「めりけんや」とNREの「年明けうどん」東京攻略作戦を取材。